# Prabhsukhan Singh Gill
Prabhsukhan Singh Gill (Ludhiana, 2 gennaio 2001) è un calciatore indiano, portiere dell'East Bengal.

## Carriera

### Club

#### Indian Arrows
Dopo la conclusione della Coppa del Mondo FIFA Under-17, Gill è stato selezionato per far parte degli Indian Arrows, una squadra in via di sviluppo di proprietà della All India Football Federation che avrebbe dovuto giocare nella I-League.  È apparso in panchina nella prima partita della stagione degli Arrows il 29 novembre 2017 contro il Chennai City, essendo la riserva di Dheeraj Singh Moirangthem.  Il 2 gennaio 2018, il giorno del suo 17º compleanno, ha fatto il suo debutto professionale per gli Indian Arrows contro l'East Bengal a causa dell'uscita di Moirangthem dal club. Ha subito due gol all'inizio della partita quando gli Indian Arrows sono caduti 2-0.  L'allenatore degli Arrows Luís Norton de Matos è rimasto colpito dalla prestazione di Gill dicendo "Penso che sia un nuovo processo per il portiere Gill che ha 16 anni. Ha fatto una parata fantastica nel secondo tempo. La squadra deve proteggere il portiere".

### Nazionale
Ha giocato nelle nazionali giovanili indiane Under-17, Under-20 ed Under-23.
Viene convocato dal CT Manuel Márquez per la Coppa Intercontinentale 2024 senza tuttavia scendere in campo.

## Statistiche

### Presenze e reti nei club
| Stagione               | Squadra                | Campionato             | Campionato | Campionato | Coppe nazionali | Coppe nazionali | Coppe nazionali | Coppe continentali | Coppe continentali | Coppe continentali | Altre coppe | Altre coppe | Altre coppe | Totale | Totale |
| Stagione               | Squadra                | Comp                   | Pres       | Reti       | Comp            | Pres            | Reti            | Comp               | Pres               | Reti               | Comp        | Pres        | Reti        | Pres   | Reti   |
| ---------------------- | ---------------------- | ---------------------- | ---------- | ---------- | --------------- | --------------- | --------------- | ------------------ | ------------------ | ------------------ | ----------- | ----------- | ----------- | ------ | ------ |
| 2017-2018              | Indian Arrows          | IL                     | 12         | -18        | SC              | 1               | -2              | -                  | -                  | -                  | -           | -           | -           | 13     | -20    |
| 2018-2019              | Indian Arrows          | IL                     | 18         | -24        | SC              | 2               | -3              | -                  | -                  | -                  | -           | -           | -           | 20     | -27    |
| Totale Kerala Blasters | Totale Kerala Blasters | Totale Kerala Blasters | 30         | -42        |                 | 3               | -5              |                    | -                  | -                  |             | -           | -           | 33     | -47    |
| 2019-2020              | Bengaluru              | ISL                    | 1          | -2         | -               | -               | -               | AFC Cup            | 1                  | -1                 | DC          | 0           | 0           | 2      | -3     |
| 2020-2021              | Kerala Blasters        | ISL                    | 0          | 0          | -               | -               | -               | -                  | -                  | -                  | DC          | 1           | -1          | 1      | -1     |
| 2021-2022              | Kerala Blasters        | ISL                    | 17+3       | -19+-2     | -               | -               | -               | -                  | -                  | -                  | DC          | 0           | 0           | 20     | -21    |
| 2022-2023              | Kerala Blasters        | ISL                    | 18+1       | -27+-1     | SC              | 0               | 0               | -                  | -                  | -                  | DC          | 0           | 0           | 19     | -28    |
| Totale Kerala Blasters | Totale Kerala Blasters | Totale Kerala Blasters | 39         | -49        |                 | 0               | 0               |                    | -                  | -                  |             | 1           | -1          | 40     | -50    |
| Totale carriera        | Totale carriera        | Totale carriera        | 70         | -93        |                 | 3               | -5              |                    | 1                  | -1                 |             | 1           | -1          | 75     | -100   |

### Cronologia presenze e reti in nazionale
| Cronologia completa delle presenze e delle reti in nazionale ― India under 19 | Cronologia completa delle presenze e delle reti in nazionale ― India under 19 | Cronologia completa delle presenze e delle reti in nazionale ― India under 19 | Cronologia completa delle presenze e delle reti in nazionale ― India under 19 | Cronologia completa delle presenze e delle reti in nazionale ― India under 19 | Cronologia completa delle presenze e delle reti in nazionale ― India under 19 | Cronologia completa delle presenze e delle reti in nazionale ― India under 19 | Cronologia completa delle presenze e delle reti in nazionale ― India under 19 |
| Data                                                                          | Città                                                                         | In casa                                                                       | Risultato                                                                     | Ospiti                                                                        | Competizione                                                                  | Reti                                                                          | Note                                                                          |
| ----------------------------------------------------------------------------- | ----------------------------------------------------------------------------- | ----------------------------------------------------------------------------- | ----------------------------------------------------------------------------- | ----------------------------------------------------------------------------- | ----------------------------------------------------------------------------- | ----------------------------------------------------------------------------- | ----------------------------------------------------------------------------- |
| 28-10-2017                                                                    | Doha                                                                          | Qatar under 19                                                                | 1 – 0                                                                         | India under 19                                                                | Amichevole                                                                    | -                                                                             | 43’                                                                           |
| Totale                                                                        |                                                                               | Presenze                                                                      | 1                                                                             |                                                                               | Reti                                                                          | 0                                                                             |                                                                               |

## Palmarès

### Competizioni nazionali
- Super Cup: 1

East Bengal: 2024

### Individuale
- Indian Super League Golden Glove: 1

Kerala Blasters: 2021-2022